# アグニV
アグニV（アグニファイブ、英: Agni-V）は、インドの防衛研究開発機関 （Defence Research and Development Organisation； DRDO）が開発した大陸間弾道ミサイル（ICBM）である。これは、インドの統合誘導ミサイル開発計画（Integrated Guided Missile Development Programme）のもとに進められている「アグニ」シリーズ・ミサイル開発計画の一部を成すものである。
アグニVは、2012年4月19日にインド東部のオリッサ州沿岸にあるWheeler島において打上げ試験が実施され、成功したと発表された。DRDO の V.K. Saraswat 長官は、アグニVの正確な射程は機密事項とされていると述べていたが、打上げ試験直後に射程は5,500-5,800 km であると述べている。核弾頭を搭載して中華人民共和国全土への到達が可能であり、中国に対する核抑止力として機能する。
2018年1月18日に成功した5回目の発射実験に際しての報道では、全長17m、移動式発射台による運用が可能な3段式。搭載できる核弾頭の重量は1.5t。約4900km離れたインド洋上の目標海域に19分で着弾した。

## 概要
インドは、何度も戦火を交えたパキスタン、およびパキスタンと軍事協力しているうえに国境紛争を抱える中国の核ミサイルへの対抗手段として、中距離弾道ミサイル（IRBM）の実戦配備と射程延伸を進めてきた。
インドの上級防衛科学者の一人である M Natrajan 博士は2007年に、防衛研究開発機関（Defence Research and Development Organisation； DRDO）はアグニVとして知られる アグニIIIの改良型（以前はアグニIII* ＝アグニ・スリー・スターまたはアグニⅣとして知られていた）の開発にかかっており、4年以内に完成する。このミサイルは約6000km におよぶ射程を持つ予定である、と公表した 。2010年9月に DRDO の V.K. Saraswat 長官は「最初の試験発射は 2011年の第四四半期に実施される予定である」と発表した。
インド軍は、2段式で射程が約3500km のアグニIIIの開発が完了し、導入前試験が完了したことから、既ににその導入を開始している。これはまた、アグニI（射程 700km）とアグニII（射程 2000km 以上）の運用開始を早める結果となっている。
さらにまたアグニVを導入しようとする理由の一つは、アグニV が他の他のアグニシリーズのミサイルとは異なるキャニスター発射型であり、保管が容易で、さらに全高 17.5mもあるミサイルを容易に道路運送可能であることがある。もう一つの理由は、アグニV は現在並行して開発中の MIRV（多弾頭個別照準可能再突入体）ペイロードを運搬可能となる予定であるからである。
打上げ質量約50トン、開発費用250億ルピー以上のアグニVには、リング・レーザー・ジャイロスコープや加速度センサーのような先進技術が組み込まれる予定である。その第1段はアグニIIIのものを継承しており、第2段はアグニIIIのものを改造したものを用いている。第3段は 5000kmの飛行を確実にするため、アグニIIIより小型化されたものとなっている。
DRDO はさらに、2層防衛式の弾道ミサイル防衛（BMD）システムの試験を加速している。このシステムは敵の弾道ミサイルを大気圏の内側と外側の両方で追尾し破壊するように設計されている。PDV と呼ばれる新型の迎撃ミサイルが既存の機種に追加される予定である。

## 打上げ試験までの過程
2011年1月に、A.K. Antony 防衛大臣は DRDO の年間表彰式典の演説の中で、防衛科学者たちに射程 5000km のミサイルの威力を早急に示してもらいたいと要請した。これに答える形で DRDO の Saraswat 長官は「われわれはアグニV の3段(固体ロケットモーター)の個別試験を終了し、全ての地上試験は今や終了している。Wheeler島からの打上げ試験は2012年に実施されることになるであろう」と 2011年11月に『ザ・タイムズ・オブ・インディア』紙に語っている。
ある情報筋は2012年2月に、DRDO はほとんどの準備を完了しているのであるが、ミサイルはインド洋のほぼ半分を飛行するため、スケジュールおよびロジスティック上の問題が発生していると明かした。インドネシアやオーストラリアなどの国々、試験ゾーンにかかる国際航空路線および船舶に対して7から10日前までに事前警告を行う必要があった。さらに、DRDOの科学者とトラッキングシステムを乗せたインド海軍の軍艦を、飛行経路の中間点および南インド洋に設置された標的の近くに配置する必要があった。

## 最初の打上げ試験

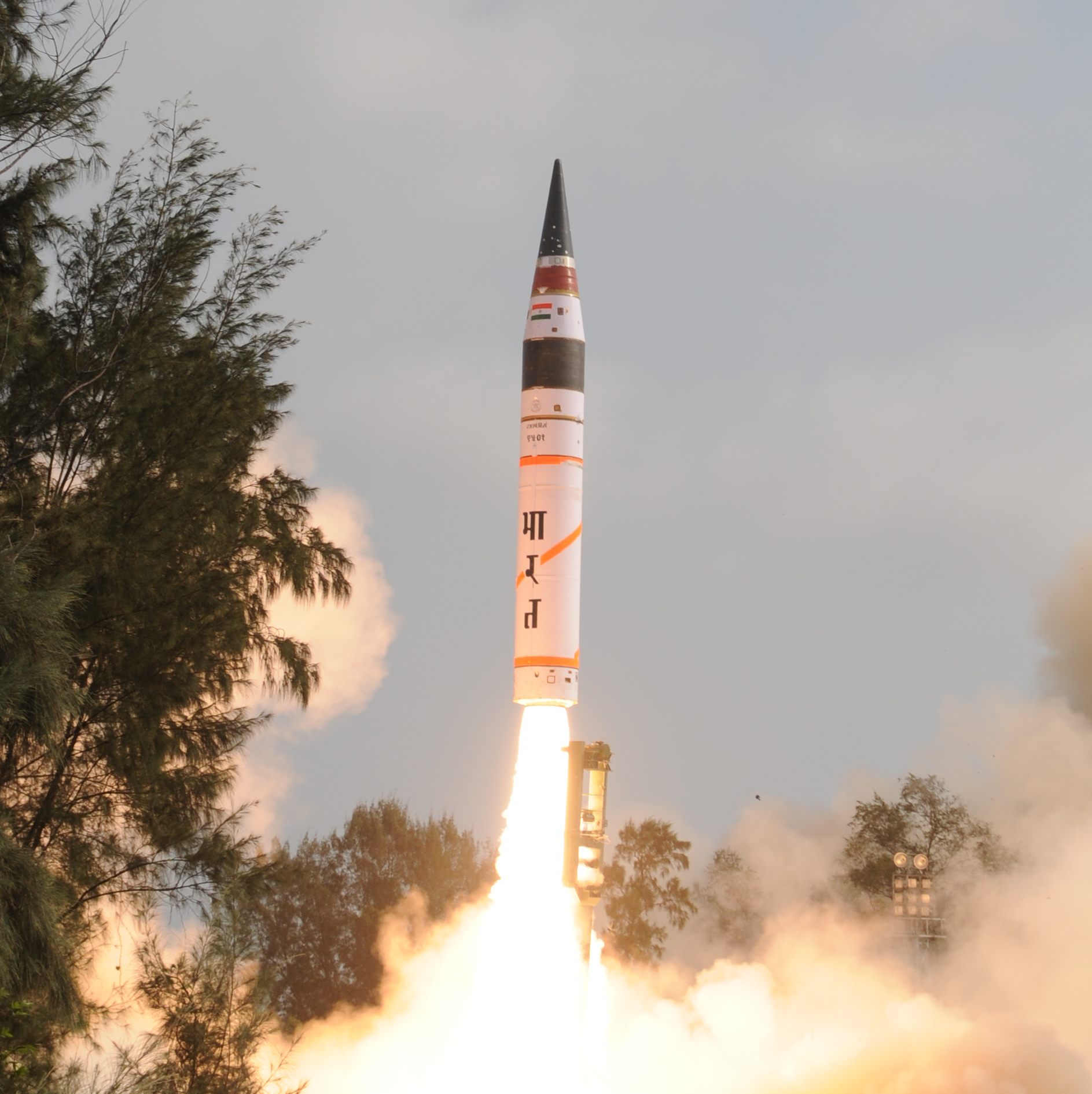
最初の打上げ試験（2012年4月19日）

アグニVは、2012年4月19日にインド東部のオリッサ州沿岸にあるWheeler島において打上げ試験が実施され、成功したと発表された。
試射は統合試射場（Integrated Test Range : ITR）第4発射複合施設から、鉄道移動式発射台を用いて行われた。
打上げから約20分後、高度100kmで第3段ロケットが再突入体を大気圏内に再突入させ、その後再突入体は、5000km以上離れたインド洋上に前もって設定されていた標的に命中した。
試射場の指揮官である S.P. Das はBBCに、結果は全てテストパラメーター（規準）を満すものであったと述べている。報道によれば、アグニVは標的をわずか数メートルの誤差という高精度でヒットした模様である。
中国の専門家は「実際にはこのミサイルは8000 km 離れた目標に到達できる潜在的能力を持っているのであるが、インド政府は他国の懸念を惹起することを避けるために、意図的にミサイルの能力を過小に公表しているのではないか」と感じている。

## 実戦配備

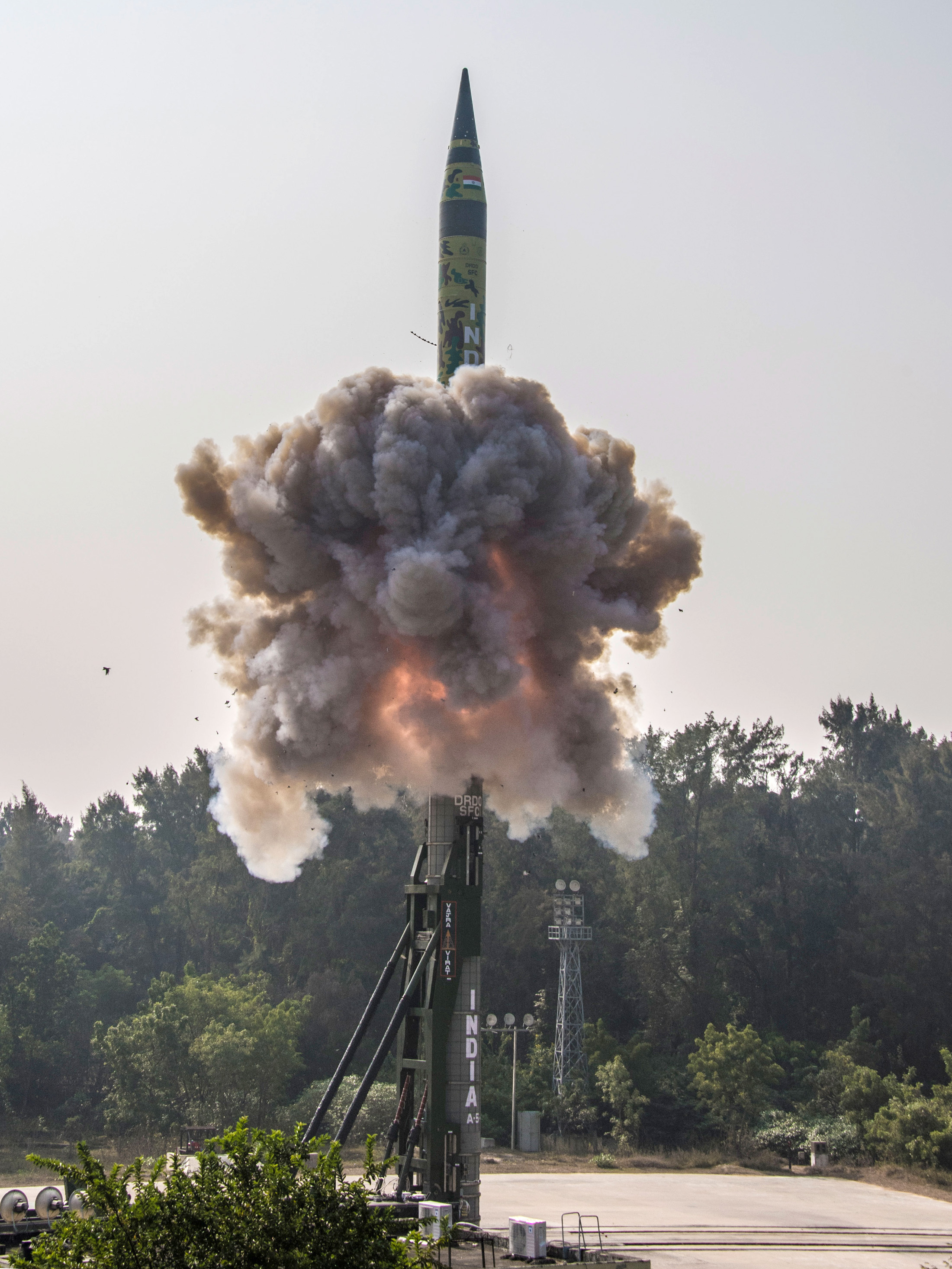
2018年12月10日の打上げ試験(キャニスターから発射)

最初の打上げ実験以降、2018年6月3日の第6回実験に到るまで、全ての打上げ実験は成功していたが、DRDOの高官は、アグニVがインド軍戦略軍コマンド(SFC)の元で実戦配備されるまでに、第6回実験に続いて、もう1回の実験を行う必要があり、この実験は2018年の末までに実施される見込みであるとのコメントをメディアに話していた

。
第7回実験は予告通り、2018年12月10日にオリッサ州アブドゥル・カラム島(旧Wheeler島)で実施され、成功したと発表されているが、その後、実戦配備を完了したとの発表はなされていない。
2021年10月27日、インド国防省はアグニVの第8回発射実験をアブドゥル・カラム島で行い、成功したと発表した。これは、第7回実験以来、ほぼ3年ぶりの実験であったが、第8回実験成功後も、実戦配備を完了したとの発表はなされていない。
しかし、報道機関は第8回実験を国境紛争が続く中国に対する強い警告だと報じ、実戦配備の具体性は発表していないものの、既に抑止力として機能していることを示した。
2020年中印国境紛争に続き、2022年12月9日にもインド北東部アルナチャルプラデシュ州の中印国境で両国軍が衝突し、その直後の12月15日にインドはアグニV発射実験を行なった。

## MIRV

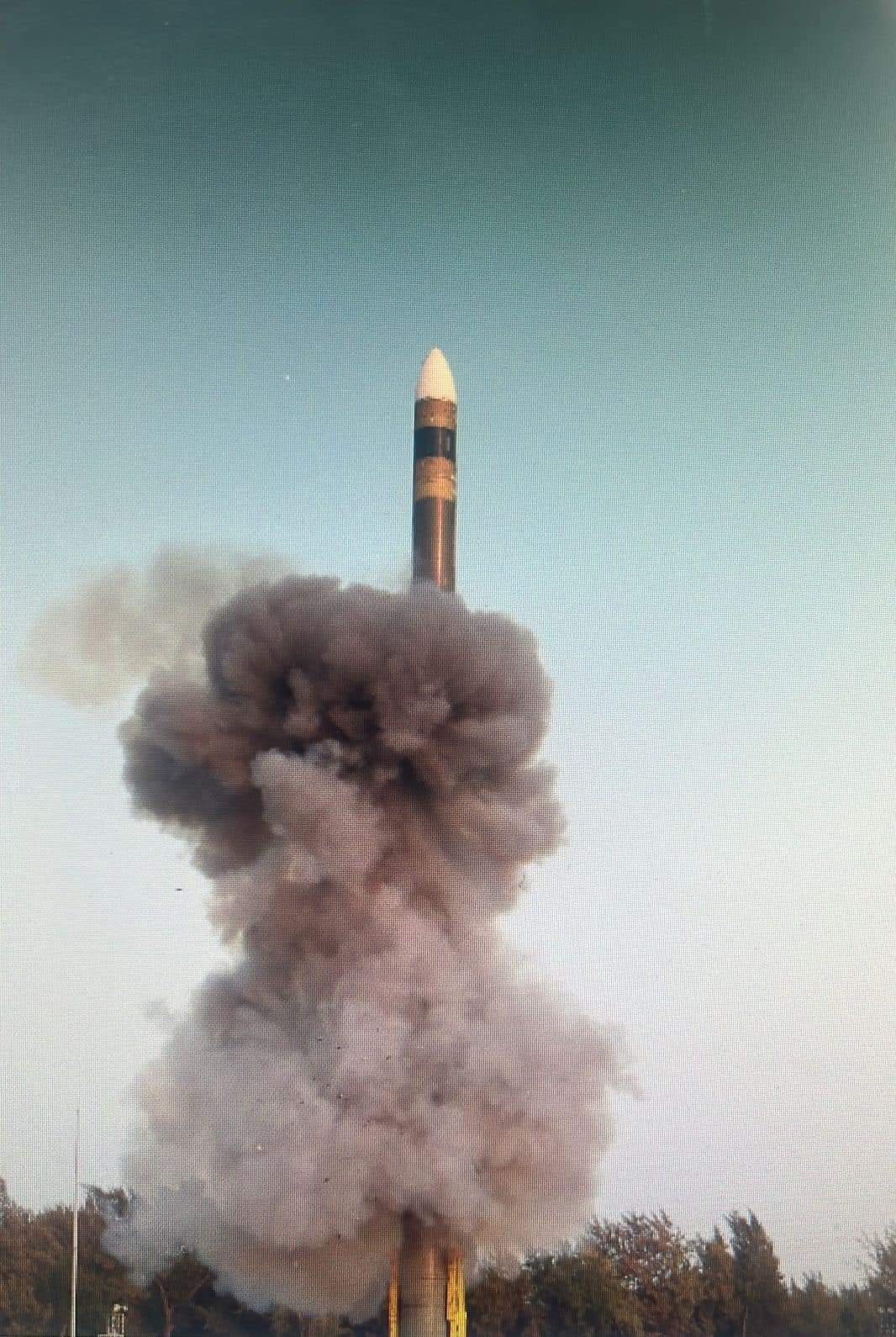
2024年3月11日のMIRV型の最初の打上げ試験(キャニスターから発射)

DRDO はアグニVの MIRV(多弾頭個別照準可能再突入体)化を目指した開発を行ってきたが、2024年3月11日に、インド国防省は、アブドゥル・カラム島から、MIRV弾頭を搭載したアグニVの発射実験に成功したと発表した

。
アグニVの上段に搭載される MIRV は3から10個の個別の核弾頭から成る。各核弾頭は、各々数百から数千キロメートル離れた別々の目標に照準可能である。反対に、一つの目標に2個以上の弾頭を割り当てることも可能である。

## 性能と特徴

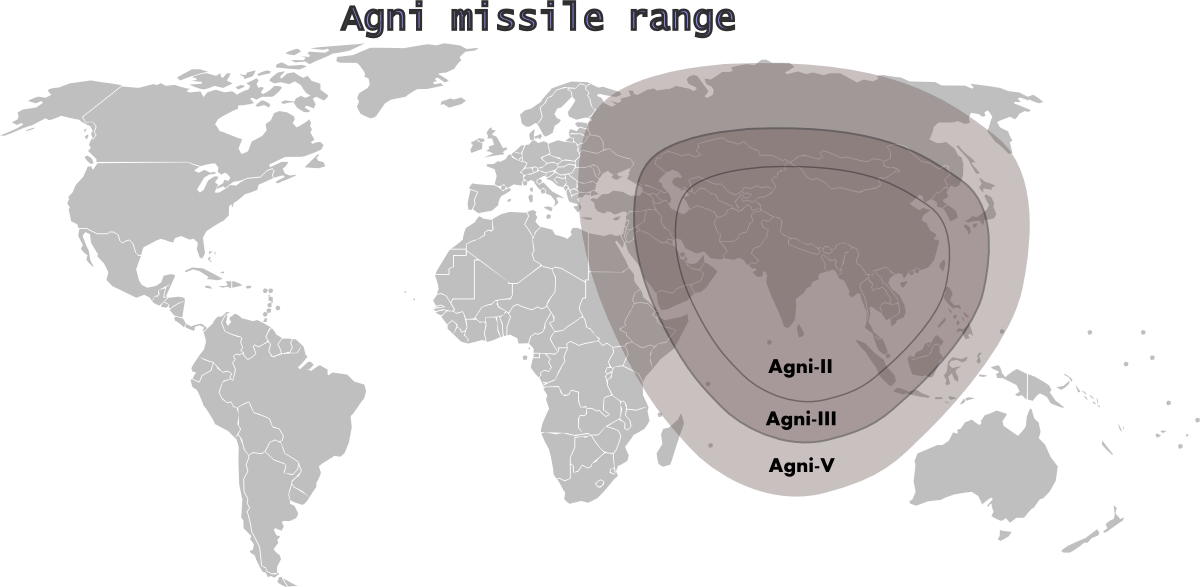
ミサイルの射程

アグニVの推進部は3段式の固体燃料ロケットであり、第3段のモーターケーシングは複合材料製である。今後、ミサイルの3段のうち2段までが複合材料製となる予定である。アグニVはMIRV（個別誘導複数弾頭）を運搬可能となる予定であり、また迎撃ミサイルシステム（Anti-ballistic missile systems）への対抗手段も搭載する予定である。
このミサイルはキャニスター（円筒形ミサイルコンテナー）を使用し、この中から発射されることになる。この新ミサイルの 60% はアグニIIIとほぼ同様の構造であるが、リング・レーザー・ジャイロスコープや加速度センサーのような先進技術が新規に組み込まれる予定である。

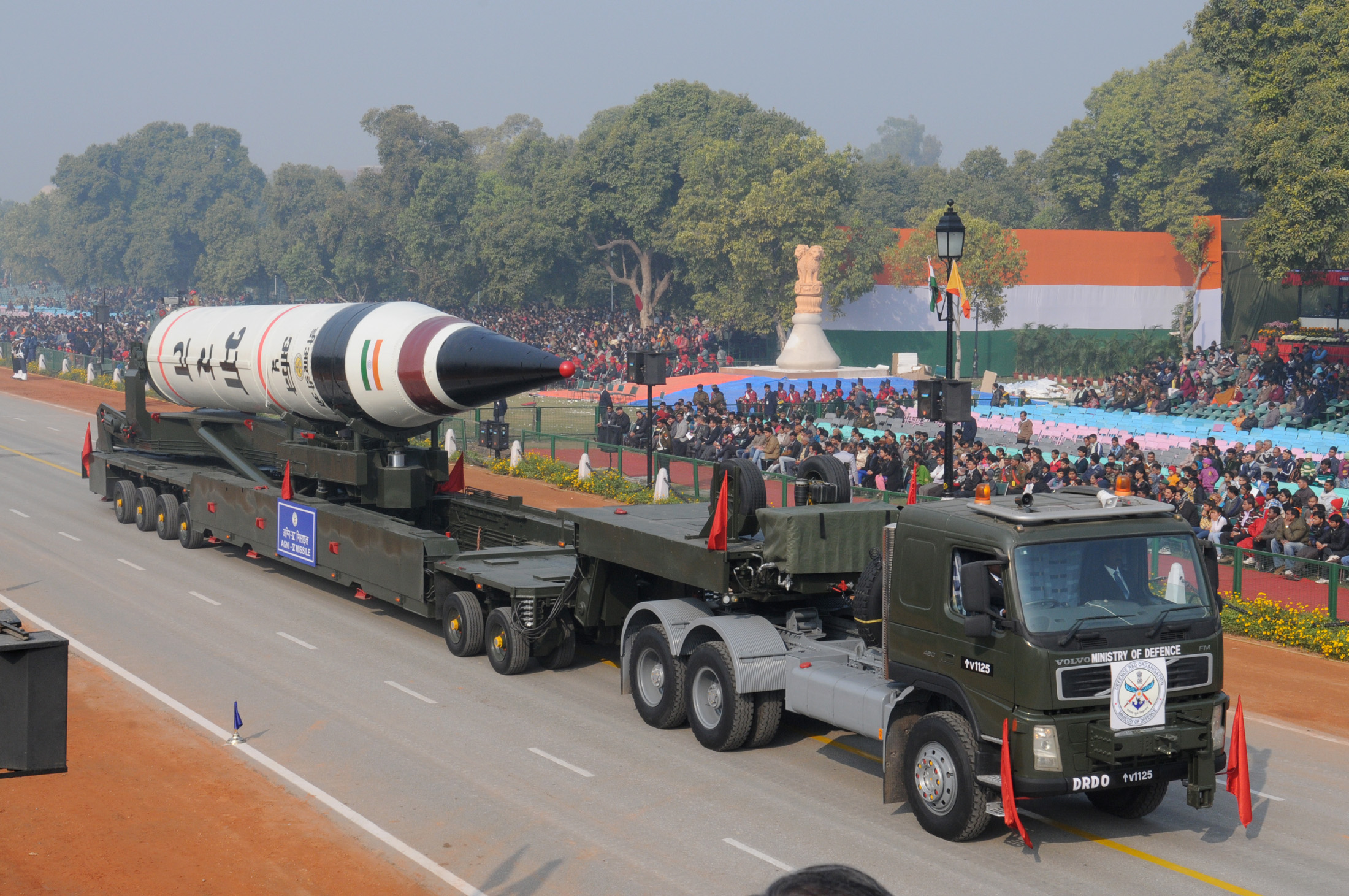
2013年の建国記念日パレードのリハーサルでの運搬車両上のアグニV

ALS（Advanced System Laboratory）のディレクターの Avinash Chander は「アグニVは道路運搬のために特別な工夫がなされている。キャニスターの開発がうまくいったので、今後インドの全ての地上設置戦略ミサイルはキャニスター収納型になるであろう。」と説明している。
キャニスターはマルエージング鋼製で、ミサイルを数年間に渡り保管するために、内部を気密状態に保つようになっている。発射時において、重量50トンのミサイルを射出する際には、300トンから400トンの推力が発生するが、キャニスターはこれによる膨大な応力を吸収できる必要がある。
「ペイロードを減らせば、アグニVの射程をさらに長くすることは可能である。」と、Saraswat は2010年2月にロイター通信に語っている。

## アグニV SLBM
DRDO は潜水艦発射弾道ミサイル（SLBM）バージョンの開発に取り掛かっており、このミサイルはインドに高信頼性の海中ベースの第2撃能力を与えるであろう。この SLBM はアグニVの縮小版であり、" K-V+ /XV " とも呼ばれている

。